# Friedel Auer-Miehle
Friedel Auer-Miehle (* 16. Juni 1914 in Lechaschau; † 2004 in Innsbruck) war eine österreichische Malerin.

## Leben und Werk

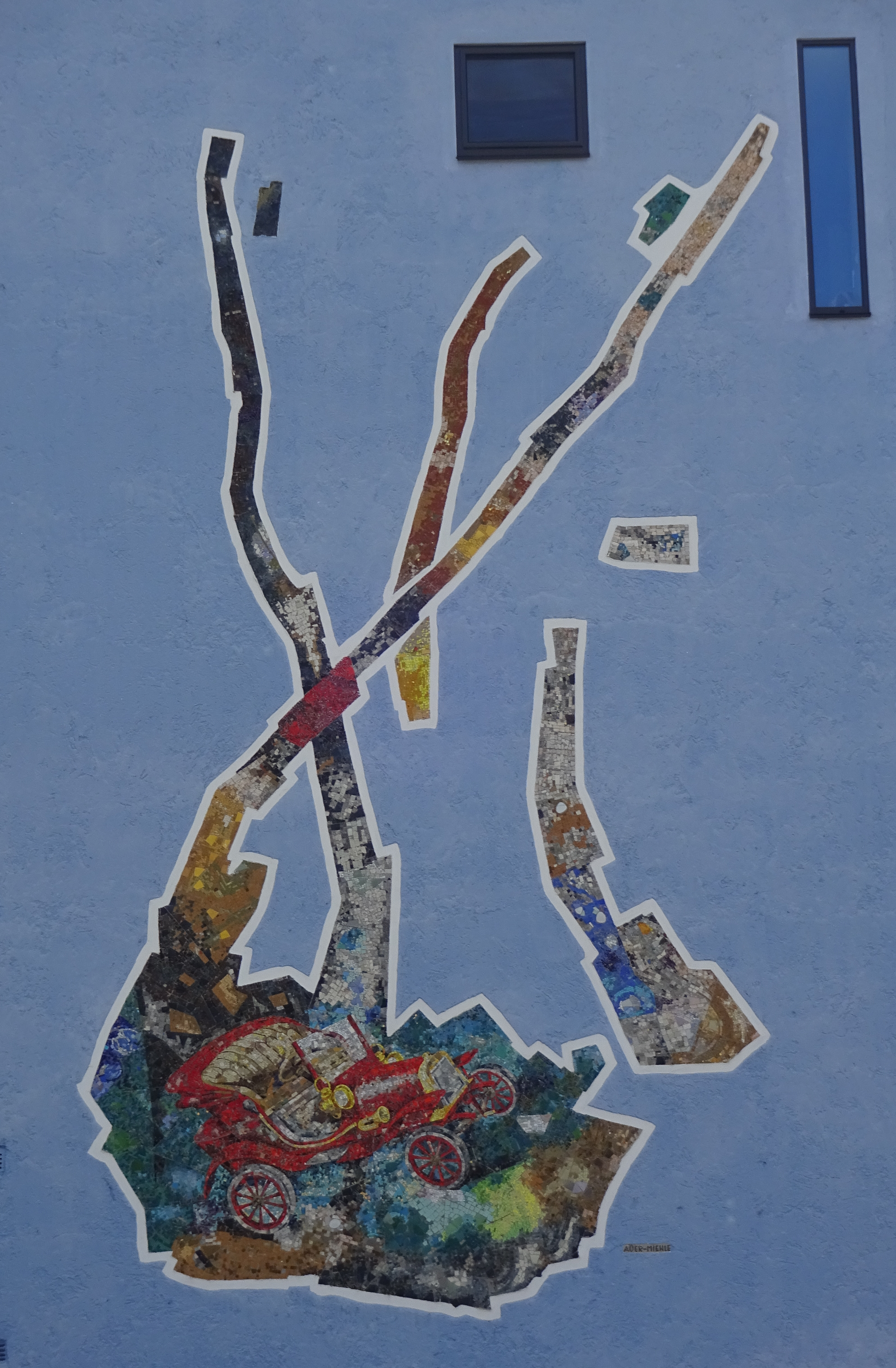
Mosaik am Haus Zeughausgasse 3, Innsbruck

Friedel Auer-Miehle besuchte das Realgymnasium und anschließend von 1931 bis 1933 die Kunstgewerbeschule in Innsbruck. Von 1941 bis 1945 studierte sie an der Akademie für Angewandte Kunst München bei Karl Heinz Dallinger und Richard Klein. Anschließend war sie als freischaffende Künstlerin in Innsbruck tätig und schuf Blumenbilder, Landschaften und Porträts, besonders in Pastell und Aquarell, aber auch Wand- und Mosaikbilder in Innsbruck und Jenbach. Sie unternahm Studienreisen unter anderem nach Italien, Griechenland, Frankreich, Ägypten, in die Türkei sowie in den Mittleren und Fernen Osten und zeigte ihre Arbeiten in über 100 Ausstellungen.
Friedel Auer-Miehle wurde am 9. März 2004 auf dem Friedhof Wilten beigesetzt.

## Auszeichnungen
- Berufstitel Professor, 1980[1]
- Ehrenzeichen für Kunst und Kultur der Stadt Innsbruck, 1998[2]